# NGC 3974
NGC 3974 est une galaxie lenticulaire située dans la constellation de la Coupe. NGC 3974 a été découverte par l'astronome britannique John Herschel en 1828.

## Caractéristiques
NGC 3974 est possiblement une galaxie LINER, c'est-à-dire une galaxie dont le noyau présente un spectre d'émission caractérisé par de larges raies d'atomes faiblement ionisés.

### Distance
Sa vitesse par rapport au fond diffus cosmologique est de 6 099 ± 40 km/s, ce qui correspond à une distance de Hubble de 90,0 ± 6,3 Mpc (∼294 millions d'al).
À ce jour, une mesure non basée sur le décalage vers le rouge (redshift) donne une distance d'environ 56,600 Mpc (∼185 millions d'al). Cette valeur est loin à l'extérieur des valeurs de la distance de Hubble. Notons cependant que c'est avec la valeur moyenne des mesures indépendantes, lorsqu'elles existent, que la base de données NASA/IPAC calcule le diamètre d'une galaxie et qu'en conséquence le diamètre de NGC 3974 pourrait être d'environ 30,1 kpc (∼98 200 al) si on utilisait la distance de Hubble pour le calculer.

### Morphologie
Les deux anneaux de NGC 3974 sont nettement visibles sur l'image obtenue des données du relevé Pan-STARRS.